# قلیعه
قلیعه (به فرانسوی: Lqliâa) در مراکش با جمعیت ۳۸٬۲۲۰ نفر است که در سوس ماسه درعه واقع شده‌است.